# Gary Collins (attore)
Gary Ennis Collins (Venice, 30 aprile 1938 – Biloxi, 13 ottobre 2012) è stato un attore e conduttore televisivo statunitense.

## Vita privata
Dal 1967 alla morte (2012) è stato sposato con Mary Ann Mobley, attrice e Miss America nel 1959. In precedenza (1964-1967) fu sposato con Susan Lachman.

## Filmografia parziale

### Cinema
- Pranzo di Pasqua (The Pigeon that Took Rome), regia di Melville Shavelson (1962) - non accreditato
- Il giorno più lungo (The Longest Day), regia di Darryl F. Zanuck (1962) - non accreditato
- Il trionfo di King Kong (キングコング対ゴジラ, Kingu Kongu tai Gojira), regia di Ishirō Honda (1963) - non accreditato
- Airport, regia di George Seaton (1970)
- Killer Fish - L'agguato sul fondo, regia di Antonio Margheriti (1979)
- Streets of Hong Kong, regia di Hilton Alexander (1980)
- Hangar 18, regia di James L. Conway (1980)
- Watchers Reborn, regia di John Carl Buechler (1998)
- Le nuove avventure di Mowgli (The Jungle Book: Search for the Lost Treasure), regia di Michael McGreevey (1998)
- Beautiful - Una vita da miss (Beautiful), regia di Sally Field (2000)

### Televisione
- The Wackiest Ship in the Army – serie TV, 29 episodi (1965-1966)
- Perry Mason – serie TV, 2 episodi (1965-1966)
- Iron Horse – serie TV, 46 episodi (1966-1968)
- Ironside – serie TV, 2 episodi (1968-1969)
- Quarantined – film TV (1970)
- Mistero in galleria (Night Gallery) – serie TV, 4 episodi (1972)
- Sesto senso (The Sixth Sense) – serie TV, 24 episodi (1972)
- Love, American Style – serie TV, 4 episodi (1974)
- Apollo tredici: un difficile rientro (Houston, We've Got a Problem) – film TV (1974)
- Nata libera (Born Free) – serie TV, 13 episodi (1974)
- Sulle strade della California (Police Story) – serie TV, 2 episodi (1974-1976)
- Insight – serie TV, 3 episodi (1972-1976)
- Love Boat (The Love Boat) – serie TV, 2 episodi (1978)
- La mascotte (The Kid from Left Field) – film TV (1979)
- Charlie's Angels – serie TV, 2 episodi (1978-1979)
- Disneyland – serie TV, 3 episodi (1978-1980)
- Fantasilandia (Fantasy Island) – serie TV, 3 episodi (1978-1982)
- La piccola grande Nell (Gimme a Break!) – serie TV, 2 episodi (1986)
- Il segreto (Secrets), regia di Peter H. Hunt – film TV (1992)
- Friends – serie TV, 1 episodio (1998)
- Febbre d'amore (The Young and the Restless) – soap opera, 2 puntate (2000)

### Programmi televisivi
- Dream Girl of '67 – 5 episodi (1967)
- Tattletales – 23 episodi (1974-1977)
- Whew! – 15 episodi (1979-1980)
- Hour Magazine – 675 episodi (1980-1989)
- The New Hollywood Squares – 15 episodi (1987-1989)
- The Home Show – 11 episodi (1992-1994)

## Premi e riconoscimenti
- Daytime Emmy Award
  - 1984: "Daytime Emmy Award for Outstanding Talk Show Host"
- Walk of Fame
  - 1985: Hollywood Walk of Fame ("Star on the Walk of Fame - Television")

## Doppiatori italiani
- Massimo Turci in Airport
- Paolo Poiret in Killer Fish - L'agguato sul fondo